# Contea di Calaveras
La contea di Calaveras (in inglese Calaveras County) è una contea dello Stato della California, negli Stati Uniti. La popolazione al censimento del 2014 era di 44 624 abitanti. Il capoluogo di contea è San Andreas.

## Geografia fisica
La contea si trova nel centro est dello Stato, nella regione denominata Gold Country. L'U.S. Census Bureau certifica che l'estensione della contea è di 2685 km², di cui 2642 km² composti da terra e i rimanenti 43 km² composti di acqua. Il territorio include colline e ampie vallate. Nella contea si trovano diversi parchi e aree protette e diverse zone vitivinicole. NElla contea si trovano inoltre molte caverne.

### Contee confinanti
- Contea di Amador - nord
- Contea di Alpine - nord-est
- Contea di Tuolumne - sud/sud-est
- Contea di Stanislaus - sud-ovest
- Contea di San Joaquin - ovest

## Storia
La Contea di Calaveras fu creata nel 1850 e calaveras significa "teschi" in spagnolo: fu chiamata così in quanto furono ritrovati diversi teschi e resti di nativi nell'area.

## Infrastrutture e trasporti

### Principali strade ed autostrade
- California State Route 4
- California State Route 12
- California State Route 26
- California State Route 49

## Comuni
L'unica city incorporata è Angels Camp. Le altre comunità non incorporate sono:
- Arnold
- Avery
- Copperopolis
- Dorrington
- Forest Meadows
- Mokelumne Hill
- Mountain Ranch
- Murphys
- Rail Road Flat
- Rancho Calaveras
- San Andreas
- Vallecito
- Valley Springs
- Wallace
- West Point